# Карл Еммануїл Савойський (герцог Немурський)
Карл Еммануїл Савойський (фр. Charles-Emmanuel de Savoie-Nemours (7 лютого 1567 , Нантей-ле-Одуен  — 13 серпня 1595 , Ансі )) — герцог Немурський і граф Женеви з 1585 року до своєї смерті. Старший син Жака Савойського і Анни д'Есте, вдови Франциска I, герцога Гіза. Учасник Релігійних війн у Франції .
Карл Еммануїл був герцогом в часи нестабільності й був залучений до багатьох політичних інтриг, в основному через його родинні стосунки з родом своєї матері — Гізами. Герцог де Гіз був одним з лідерів Католицької ліги, які виступали проти гугенотів, яким співчував Карл Еммануїл. Проте, після вбивства зведених братів Генріха I де Гіза і кардинала де Гіза, в 1588 році Карл Еммануїл був заарештований гугенотами, але зміг втекти .
Він воював з силами гугенотів протягом декількох років; він брав участь в битві при Арку в 1589 році. У тому ж році Карл Еммануїл став військовим губернатором Парижа, оскільки сили гугенотів на чолі з Генріхом Наварським обложили Париж. Під час облоги король Франції Генріх III загинув, і Генріх Наварський незабаром оголосив себе королем Генріхом IV. Карл Еммануїл утік і бився з недавно проголошеним королем при Іврі в 1590 році, що стало вирішальною поразкою Католицької ліги. У тому ж році він командував католицькими військами під час облоги Парижа, успішно обороняючи місто.
Після поразки Карл Еммануїл категорично не погодився зі своїм зведеним братом і давнім союзником Шарлем де Гизом, герцогом Майеннскій, який виступав за примирення з Генріхом IV. Карл Еммануїл пішов у свої землі в Ліоні, де спробував домогтися незалежності від французької корони. Він був укладений в замку П'єр-Енціз архієпископом Ліона, знову втік і вирішив атакувати Ліон. Однак втручання конетабля де Монморансі завадило його атаці, і його спроба отримати незалежність провалилася .
Він помер в Ансі в 1595 році, залишивши Немурське герцогство своєму братові Генріху Савойського .